# Larisa Bergen
Larisa Bergen (en ruso: Лари́са Абра́мовна Бе́рген; Akmolinsk, RSS de Kazajistán; 22 de septiembre de 1949-7 de abril de 2023) fue una voleibolista kazaja campeona mundial y medallista olímpica. Era de origen judío.

## Carrera

### Club
| Periodo   | Club              |
| --------- | ----------------- |
| 1966-1971 | ADK Alma-Ata WVC  |
| 1971-1978 | WVC Dynamo Moscow |

### Selección nacional
Jugó para Unión Soviética de 1971 a 1977, ganó la Copa Mundial de Voleibol de 1973, la medalla de plata en los Juegos Olímpicos de Montreal 1976 y dos veces fue campeona europea en 1971 y 1975.

## Logros

### Club
- Liga Soviética de Voleibol Femenino (5): 1971, 1972, 1973, 1975, 1977
- Copa Europea (4): 1971–72, 1973–74, 1974–75, 1976–77

### Selección nacional
- Copa Mundial de Voleibol (2): 1973